# Attaque du 25 janvier 2025 à Apt
L'attaque du 25 janvier 2025 à Apt est une attaque terroriste au couteau.
Le suspect, Mehdi B. est connu pour sa radicalisation islamiste, des troubles psychiatriques et présente une quinzaine de mentions au Traitement des Antécédents Judiciaires.
Deux blessés sont à déplorer, un client touché au niveau du visage ainsi qu'un agent de sécurité.
Le Parquet national antiterroriste (PNAT) s'est saisit de l'affaire.

## Déroulement des faits
Le 25 janvier 2025, entre 17 h30 et 18 h, Mehdi B. surgit armé dans l'Intermarché de la ville d'Apt et hurle « Allah Akbar ».
Il se dirige, muni d'un couteau de cuisine, vers un client d'une cinquantaine d'années se trouvant à la caisse et lui porte un coup au niveau du visage avant de lui asséner plusieurs coups de poing. La lame de l'arme blanche tenue par l'assaillant se brise sous la violence du coup, un agent de sécurité du supermarché intervient afin de le maîtriser, il se blesse légèrement. La victime a été touchée au niveau de l’œil et de l’oreille mais ses jours ne sont pas en danger. Dans l’action, le couteau que portait l’agresseur se serait brisé, évitant de causer des blessures beaucoup plus graves. Le vigile souffre quant à lui de contusions, il a été également pris en charge par les services de secours.
Le client victime, présentant plusieurs plaies au niveau de l’oreille et du menton, s’est vu reconnaître une incapacité totale de travail de sept jours. "L’incapacité totale de travail de l’agent de sécurité du supermarché sera déterminée par une expertise médicale ordonnée dans le cadre de l’information", précise le parquet.
Le pronostic vital des deux victimes n’est pas engagé.

## Suspect
Le suspect est identifié comme Mehdi B., 32 ans, né le 12 juillet 1992 à Apt en France,. Il résidait chez un membre de sa famille près du magasin Intermarché
Il est connu par les services de renseignement pour sa radicalisation islamiste, son nom est inscrit dans le fichier des signalements pour la prévention de la radicalisation à caractère terroriste (FSPRT). Selon une source proche de l'affaire, il était aussi suivi pour son profil psychiatrique.
Mehdi B. figure également dans le Traitement des Antécédents Judiciaires (TAJ) pour une quinzaine d'infractions, dont des faits de violences, d’association de malfaiteurs et de fabrication d’explosifs. En 2016, des armes chez lui furent retrouvées chez lui.
Selon Véronique Arnaud-Deloy — la maire d'Apt — Mehdi B., qu'elle qualifie de « repris de justice », est le même individu qui, en 2016, avait déposé une fausse ceinture d'explosifs en pâte à modeler près d'un collège dans le centre-ville. Cette affaire avait, à l'époque, provoqué la panique dans la commune. Pour cet acte, il a été condamné le 22 novembre 2017 par le tribunal correctionnel d’Avignon pour des infractions à la législation sur les explosifs à la peine de six ans d’emprisonnement, outre un suivi socio-judiciaire pendant trois ans. Les investigations réalisées alors avaient notamment mis en évidence la confection d’une ceinture explosive factice et la détention, à son domicile, de plusieurs kilos de TATP en cours de fabrication, de liquides et de matériels servant à la fabrication d’engins explosifs.
Sorti de détention en septembre 2021 après exécution de la peine d’emprisonnement ferme à laquelle il avait été condamné, Mehdi B. faisait l’objet jusqu’en septembre 2024 d’un suivi sociojudiciaire par le juge d’application des peines d’Avignon. "Il était par ailleurs pris en compte à titre administratif par les services spécialisés et faisait l’objet, dans ce cadre, d’une mesure individuelle de contrôle administratif et de surveillance (MICAS), en 2021, ainsi que d’une visite domiciliaire, en 2023, dont il ne ressortait aucun élément nouveau", ajoute le parquet.

## Enquête
Le suspect est placé en garde à vue dans la foulée. Face au cri prononcé lors de l'attaque et au profil de l'assaillant, le Parquet national antiterroriste (Pnat) se saisit et ouvre une enquête de flagrance des chefs de « tentative d'assassinats en relation avec une entreprise terroriste » et « association de malfaiteurs terroriste en vue de crimes d'atteintes aux personnes ». L'enquête a été confiée à la Sous-direction antiterroriste (Sdat) et à la Direction générale de la sécurité intérieure (DGSI).
Selon les témoignages recueillis par l'enquête, "Mehdi B. est décrit par son entourage comme isolé, ayant intensifié sa pratique religieuse depuis 18 mois et tenant des propos complotistes et hostiles aux institutions étatiques". Mais le parquet nuance en affirmant "qu'Aucun lien avec une organisation terroriste n’est établi à ce stade".
L’examen médical réalisé lors de sa garde à vue dans la procédure ouverte à la suite des faits commis le 25 janvier a conclu à la compatibilité de la mesure avec son état de santé. "Les investigations sur sa personnalité devront être poursuivies dans le cadre de l’information judiciaire, plusieurs membres de son entourage évoquant un état dépressif sévère en suite d’un épisode psychotique intervenu en 2022", conclu le parquet national antiterroriste.